# キンバー・ジェームズ
キンバー・ジェームズ（Kimber James、1988年4月2日 - ）は、アメリカ合衆国の元ポルノ女優。トランスジェンダー（いわゆるshemale）である。性的嗜好はバイセクシャル。

## 経歴
1988年4月2日、フロリダ州パームビーチ郡ボカラトンに生まれる。本人の証言によるとクラインフェルター症候群である。
ニューハーフのポルノ女優ジア・ダーリンのアシスタントとしてキャリア開始。"Transsexual Babysitters 4"がデビュー作。
2008年、LA Direct Modelsと契約。同社初のトランスジェンダー女性である。
2009年6月、アンジェリーナ・バレンタインと共演する。シスジェンダーの女性と共演するのはこれが初。
2012年、性別適合手術のため休業。
自身のスタジオ"Kimber James Productions"の経営者として業界に戻る。2013年7月30日、復帰後第1作となる"Kimber James' Busty Adventures: Amsterdam"リリース。
2014年7月、テレビ番組Botchedに出演。これは整形外科医のTerry DubrowとPaul Nassifが整形のしくじり("botch"は｢しくじる｣)にコメントするというもの。彼女のおっぱいのインプラントが上下逆に設置されており、大きさも過剰であると指摘された。

### 賞歴
- 2010年　AVNアワード　Transsexual Performer of the Year(今年のトランスジェンダー・パフォーマー)受賞[9]
- 2011年　AVNアワード　Transsexual Performer of the Yearノミネート
- 2013年　AVNアワード　Best Transsexual Sex Scene(最優秀トランスジェンダー絡みシーン)ノミネート